# Farmácia Guadalajara

Farmácia Guadalajara é uma rede de farmácias mexicana fundada em 1942 pela família Arroyo Chávez Sua sede é em Guadalajara, Jalisco. Mantida pelo Corporativo Fragua, a cadeia de farmácias implantou em 1989 o modelo de Superfarmácia e promove a venda de medicamentos, artigos de perfumaria, fotografia, carnes, laticínios, pães, frutas e verduras. Ainda é possível fazer saques e depósitos bancários nos estabelecimentos desde 2004. Guadalajara é a maior rede de drogarias do México. Em 2008 possuía 651 drogarias.
No ano de 2007 o presidente mexicano Felipe Calderón Hinojosa entregou ao proprietário das Farmácias Guadalajara Javier Arroyo Chávez o reconhecimento por ser um dos empresários mais destacados do país. Em 2008, Chávez ocupava a posição n° 29 dentre os 100 mais influentes empresários mexicanos.